# Dinastía Namgyal de Ladakh
La dinastía Namgyal de Ladakh fue fundada por Bhagan, un rey de Basgo, que reunificó Ladakh derrotando al rey de Leh. Tomó el apellido Namgyal (cuyo significado es victorioso) y fundó una nueva dinastía que todavía sobrevive hoy. El rey Tashi Namgyal (1555-1575) logró repeler a la mayoría de los invasores de Asia Central y construyó una fortaleza real en la cima del pico de Namgyal. Tsewang Namgyal extendió temporalmente su reino hasta Nepal.

## Historia

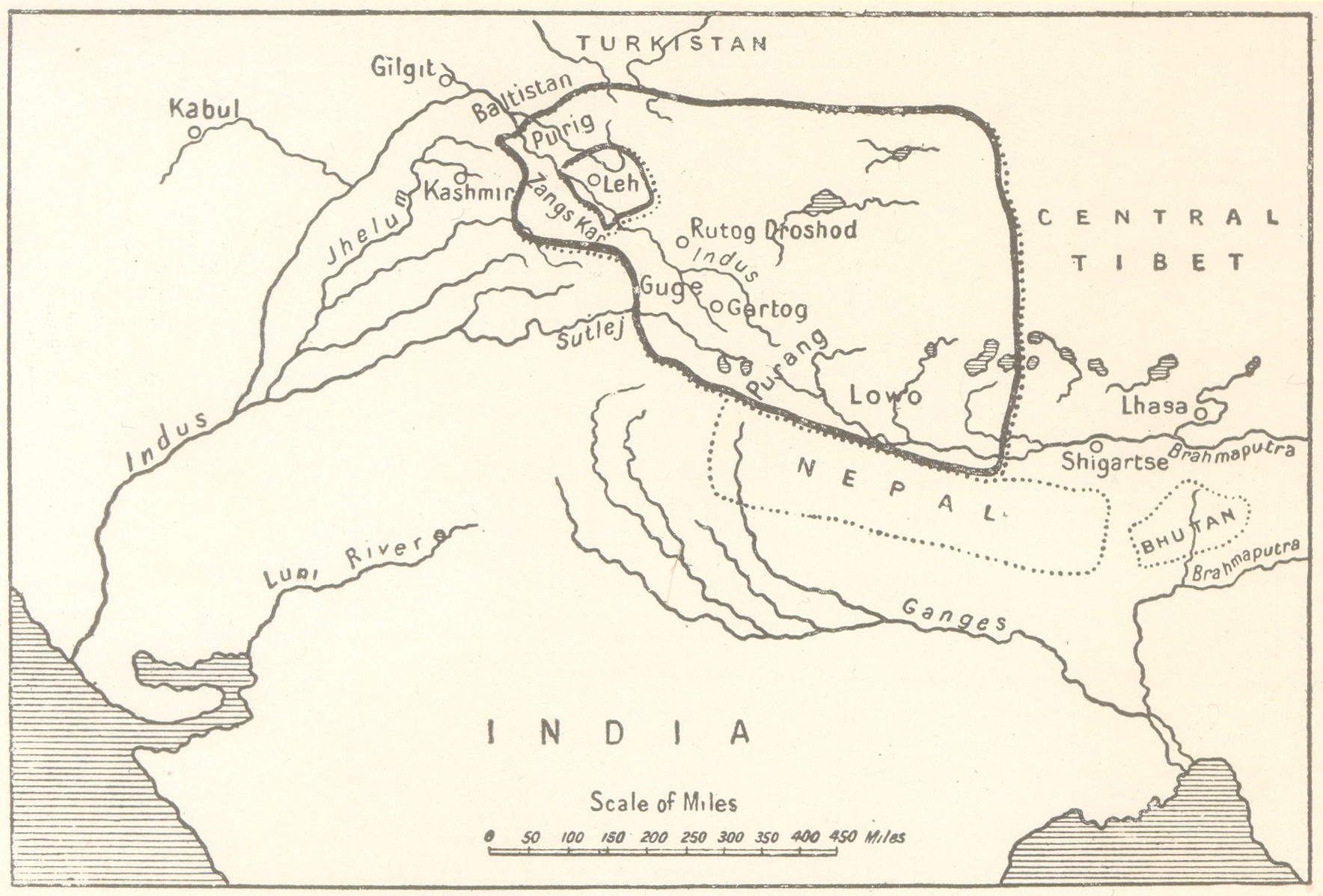
La máxima expansión del imperio durante el reinado de Jamyang Rnam Rgyal durante 1560-1600.

Sengge Namgyal (1616-1642), conocido como "rey león" hizo esfuerzos para restaurar Ladakh a su vieja gloria con un programa ambicioso y enérgico de construcción incluyendo el palacio de Leh y la reconstrucción de varios gompas, siendo los más famosos Hemis y Hanle.
Amplió el reino en Zanskar y Spiti, pero fue derrotado por los mogoles, que ya habían ocupado Cachemira y Baltistán. Su hijo Deldan Namgyal (1642-1694) tuvo que aplacar al emperador mogol Aurangzeb mediante la construcción de una mezquita en Leh. Sin embargo, derrotó al ejército mogol en Baltistán. Su hijo Deldek se unió a Bután en una disputa religiosa entre el Tíbet y Bután, que resultó en un intento de invasión por el quinto Dalái lama, Ngawang Lobsang Gyatso. Los mogoles se retiraron después de haber sido pagados por el Dalái lama. Con la ayuda de refuerzos de Galdan Boshugtu Khan, kan del Imperio Zungar, los tibetanos atacaron de nuevo en 1684. Los tibetanos obtuvieron una victoria y concluyeron un tratado con Ladakh para luego retirarse a Lhasa en diciembre de 1684. El Tratado de Temisgam en 1684 se estableció para acabar con la disputa entre el Tíbet y Ladakh, pero su independencia estaba seriamente restringida.
A principios del siglo XIX, el imperio mogol se había derrumbado y el régimen sij había sido establecido en Punyab y Cachemira. Sin embargo, la región Dogra de Jammu permaneció bajo sus gobernantes rajput, el mayor de los cuales fue el maharaja Gulab Singh (1792-1857). Su general Zorawar Singh invadió Ladakh en 1834. El rey Tshespal Namgyal fue destronado y exiliado a Stok.

## Lista de reyes y período de reinado
- Lhachen Bhagan (c. 1460-85)
- Desconocido (c. 1485-1510)
- Lata Jughdan (c. 1510-35)
- Kunga Namgyal I (c. 1535-55)
- Tashi Namgyal (c. 1555-75) hijo
- Tsewang Namgyal (c. 1575-95) sobrino
- Namgyal Gonpo (c. 1595-1600) hermano
- Jamyang Namgyal (c. 1595-1616) hermano
- Sengge Namgyal (primer término, 1616–23) hijo
- Norbu Namgyal (1623–24) hermano
- Sengge Namgyal (segundo término, 1624–42)
- Deldan Namgyal (1642-1694) hijo
- Delek Namgyal  (c. 1680-91) hijo
- Nyima Namgyal  (1694-1729) hijo
- Deskyong Namgyal (1729–39) hijo
- Phuntsog Namgyal (1739–53) hijo
- Tsewang Namgyal (1753–82) hijo
- Tseten Namgyal  (1782-1802) hijo
- Tsepal Dondup Namgyal (1802–37, 1839–40) hermano
- Kunga Namgyal II (1840–42) nieto